# Dayton (Washington)
Dayton é uma cidade localizada no estado norte-americano de Washington, no Condado de Columbia.

## Demografia

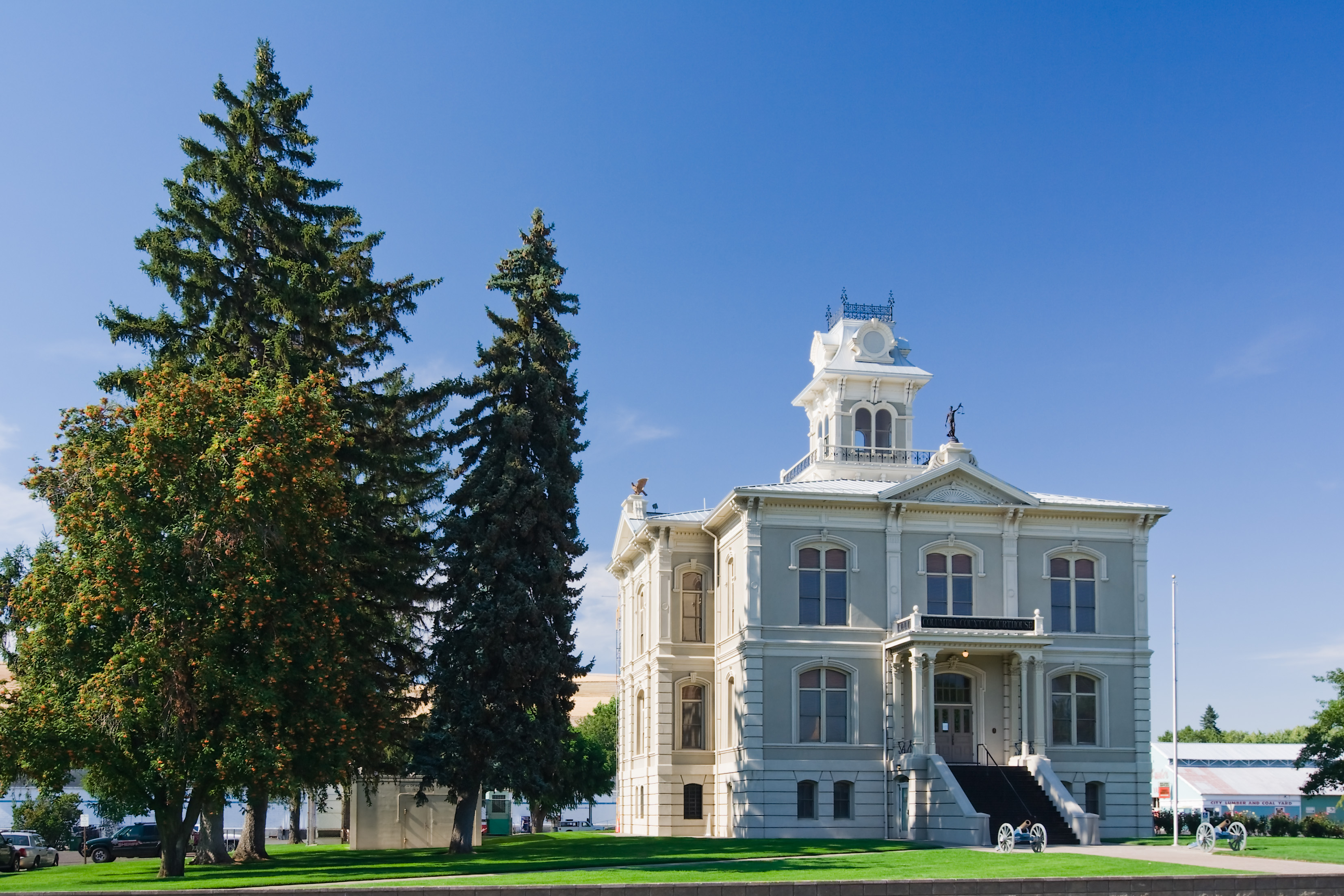

Segundo o censo norte-americano de 2000, a sua população era de 2655 habitantes.
Em 2006, foi estimada uma população de 2676, um aumento de 21 (0.8%).

## Geografia
De acordo com o United States Census Bureau tem uma área de
3,8 km², dos quais 3,8 km² cobertos por terra e 0,0 km² cobertos por água. Dayton localiza-se a aproximadamente 627 m acima do nível do mar.

## Localidades na vizinhança
O diagrama seguinte representa as localidades num raio de 36 km ao redor de Dayton.